# Музей футбольного клубу Арсенал
Музей футбольного клубу Арсенал — музей ФК Арсенал у Лондоні, що присвячений історії клубу.
У музеї зберігається широкий спектр експонатів та пам'ятних предметів за всю історію клубу, включаючи сорочку Чарлі Джорджа з фіналу Кубку Англії 1971 року, буци Майкла Томаса з вирішального матчу Арсенала проти Ліверпуля сезону1988-89 років, футболку Алана Сміта з Кубка УЄФА 1994, тощо.
В даний час музей відвідує понад 120 000 осіб на рік.